# Вербское (Юрьевский район)
Вербское (укр. Вербське) — село,
Варваровский сельский совет,
Юрьевский район,
Днепропетровская область,
Украина.
Код КОАТУУ — 1225980503. Население по переписи 2001 года составляло 128 человек .

## Географическое положение
Село Вербское находится между сёлами Ивано-Межерецкое и Юрьевское.
По селу протекает пересыхающий ручей с запрудой.